# Szomolnokit
Szomolnokit (Fe2+SO4·H2O) je monoklinski železov sulfatni mineral, ki tvori raztopino z magnezijevim mineralom kieseritom (MgSO4·H2O). Ime 'szomolnokit' je leta 1877 izpeljal Joseph Krenner po njegovem tipskem nahajališču oksidirane sulfidne rude z železom v Szomolnoku na Slovaškem (tedaj Madžarska).
Od sredine januarja 2020 je Antarktika edina celina, na kateri szomolnokit še ni bil najden. V Sloveniji je bil odkrit v rudniku živega srebra Idrija.
Pri sobni temperaturi je szomolnokit stabilen do 6,2 GPa, nato pa spremeni kristalni sistem iz monoklinskega v triklinskega.